# W zasięgu strzału
W zasięgu strzału (ang. tytuł Liberty Stands Still) – kanadyjsko-niemiecki dramat filmowy z roku 2002 w reżyserii Kari Skogland. W rolach głównych wystąpili Wesley Snipes, Oliver Platt, Linda Fiorentino czy Ron Selmour. Zdjęcia do filmu nakręcono w Vancouver.

## Fabuła
Źródło.
Liberty Wallace jest kobietą sukcesu i wspólnie z mężem prowadzi fabrykę broni. Pewnego dnia idąc jedną z ulic Los Angeles odbiera dziwny telefon. To Joe - nieznajomy, który stracił córkę w szkolnej strzelaninie. Za tragedię wini producentów broni. Teraz mierzy do Wallace z broni snajperskiej.

## Obsada
- Wesley Snipes jako Joe
- Oliver Platt jako Victor Wallace
- Linda Fiorentino jako Liberty Wallace
- Ron Selmour jako Dwayne
- Tanya Allen jako May
- Brian Markinson jako Rex Perry
- Ian Tracey jako MacMunro
- Hart Bochner jako Hank Wilford